# A szegedi halastó
Az A szegedi halastó kezdetű magyar népdalt Kiss Lajos gyűjtötte Horgoson 1942-ben.

## Kotta és dallam
A szegedi híd alatt, híd alatt,

lányok sütik a halat, a halat.

Fehér tányérra rakják, rárakják

a legénynek úgy adják, úgy adják.

Fehér rózsám tavasszal virágzik,

Az én rózsám télen házasodik.

Elmennék a víg lakodalmára,

Kimulatnám magam utoljára.

## Felvételek
- A szegedi halastó, halastó... Násztor Eszter  YouTube (2013. február 27.)  (Hozzáférés: 2016. április 30.) (videó) 0:51-ig. ének
- A szegedi halastó, halastó. YouTube (2011. június)  (Hozzáférés: 2016. április 30.) (videó) tekerőlant
- Dél-alföldi táncok. Pántlika néptánccsoport  YouTube (2013. június)  (Hozzáférés: 2016. április 30.) (videó) 2:36–2:51.